# Huddinge pastorat
Huddinge pastorat är ett pastorat i Huddinge-Botkyrka kontrakt i Stockholms stift i Huddinge kommun i Stockholms län. 
Pastoratet var före 2014 ett eget pastorat för Huddinge församling som utökades 2014 genom sammanläggning av pastoraten:
- Trångsund-Skogås pastorat
- Flemingsbergs pastorat
- S:t Mikaels pastorat

Pastoratet består av följande församlingar:
- Huddinge församling
- Trångsund-Skogås församling
- Flemingsbergs församling
- S:t Mikaels församling

Pastoratskod är 131601